# Emma Kennedy
Emma Kennedy (ur. 28 maja 1967 jako Elizabeth Emma Williams) – angielska aktorka, pisarka i prezenterka telewizyjna. Jako pisarka zadebiutowała książką How To Bring Up Your Parents w 2007 roku.

## Życiorys
Córka nauczycieli. Kształciła się w Hitchin Girls' School w i St Edmund Hall na Uniwersytecie Oksfordzkim, gdzie w 1987 roku współpracowała m.in. z Richardem Herringiem i Stewartem Lee w grupach komediowych Seven Raymonds i The Oxford Revue. Po ukończeniu studiów kształciła się jako radca prawny i praktykowała jako prawnik miejski przez trzy lata do 1995 roku.

## Życie prywatne
Kennedy jest lesbijką. 20 stycznia 2014 roku ogłosiła zaręczyny z Georgie Gibbon. Wzięły ślub 26 lipca 2015 roku.